# Constantin Grünberg
Constantin Grünberg (14. května 1891 Petrohrad – 16. října 1973) byl finský fotograf narozený v Petrohradu. V roce 1916 se přestěhoval do Finska.

## Životopis
Narodil se 14. května 1891 v Petrohradu. Grünberg začal fotografovat jako dítě. V roce 1937 založil vlastní fotografické studio Foto-Työ-Arbeten v helsinském Kluuvikatu. Na chodu firmy se podílela i Grünbergova manželka Renate.
Grünberg se specializoval na fotografování uměleckých děl. Na objednávku Helsinského městského muzea také fotil Helsinky. Od roku 1931 byl členem fotografického klunu  Amatoerfotografklubben i Helsingfors a v letech 1953–1968 byl členem skupiny fotožurnalistů Suomen Lehtikuvajaat.
Zemřel 16. října 1973, bylo mu 82 let.

## Fotografie od Constantina Grünberga

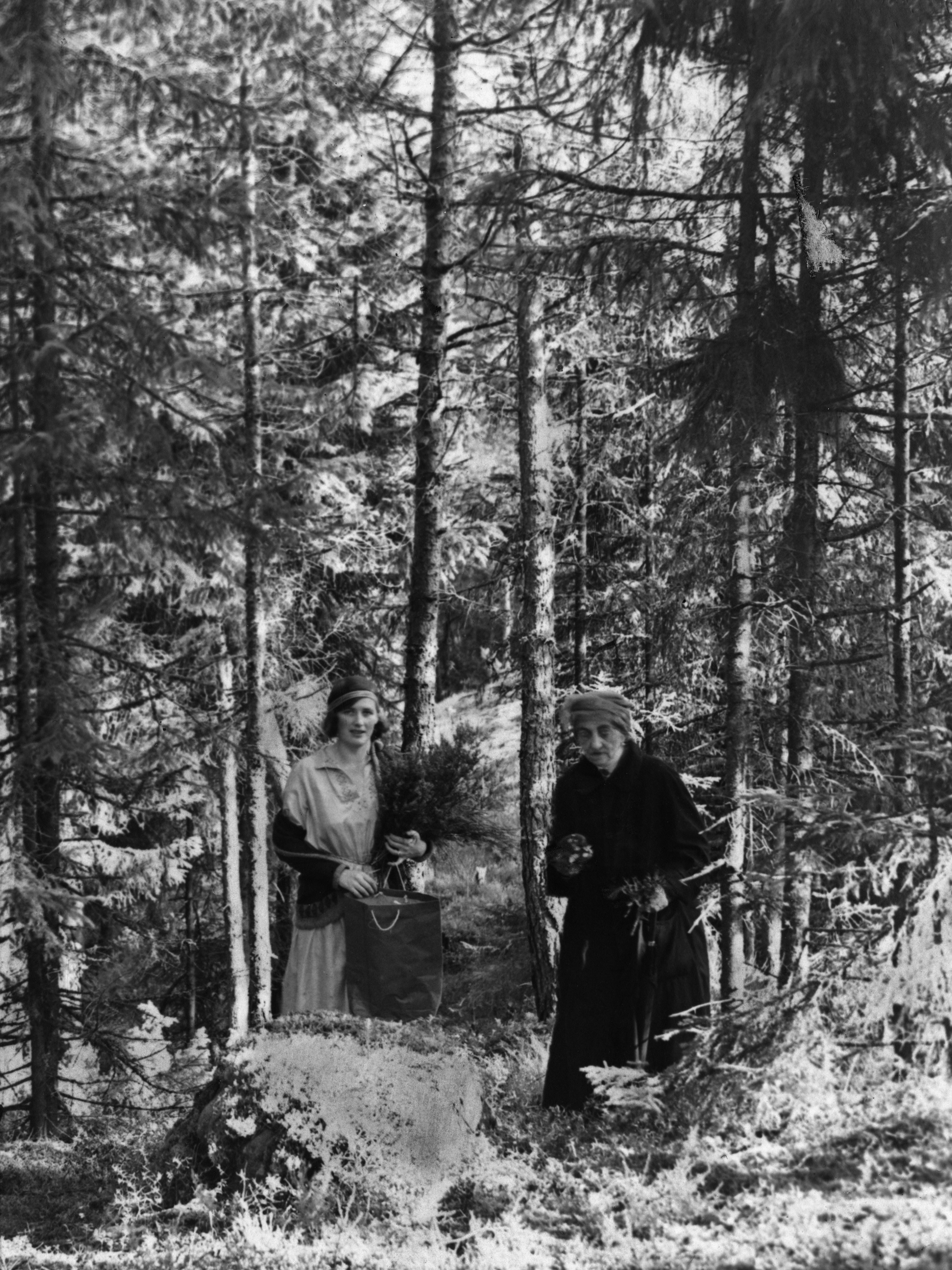
Mladá a stará žena sbírají houby u Haagu, 1930-1940
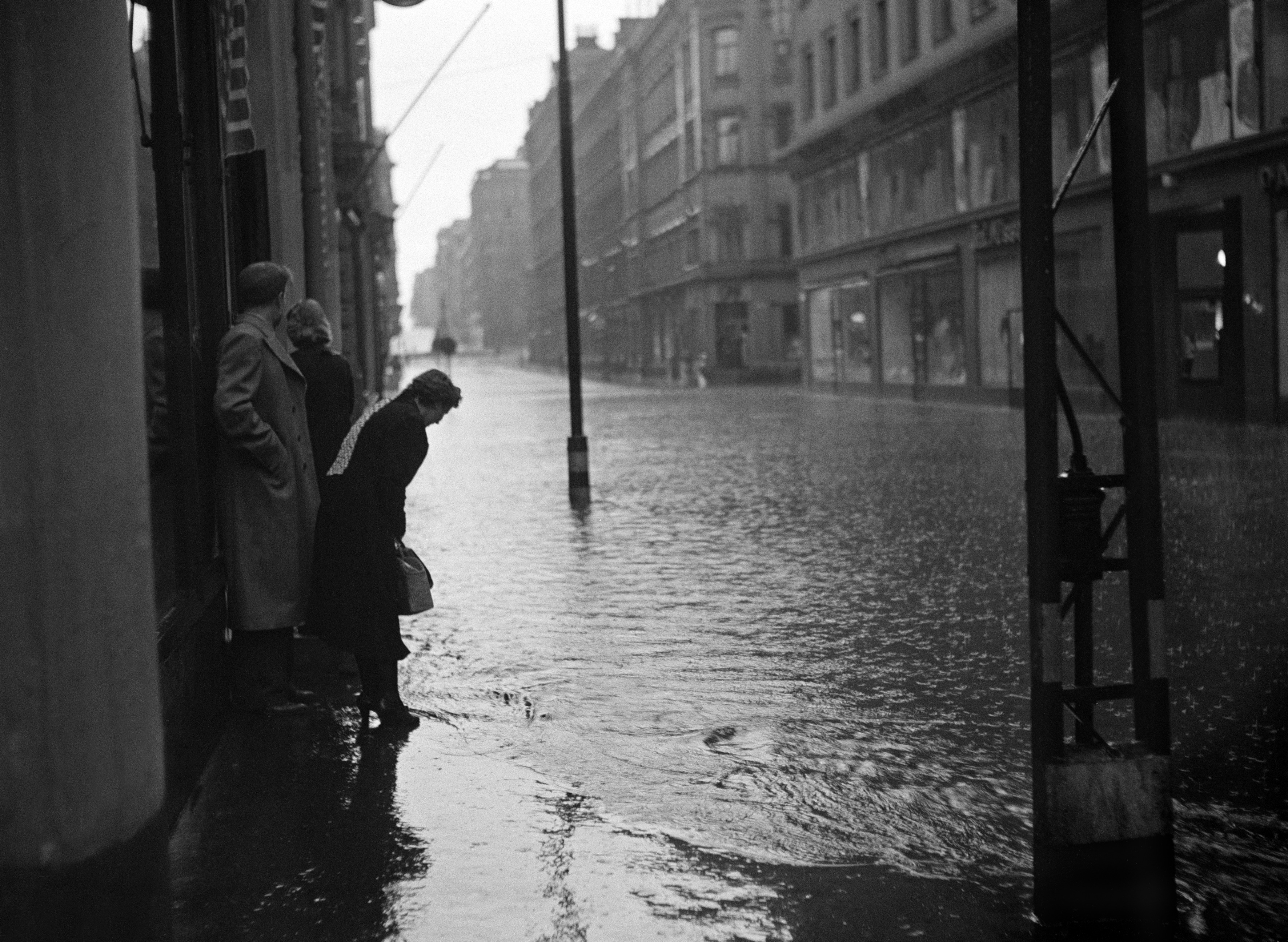
Kluuvikatu zaplavuje vydatný déšť, 1938
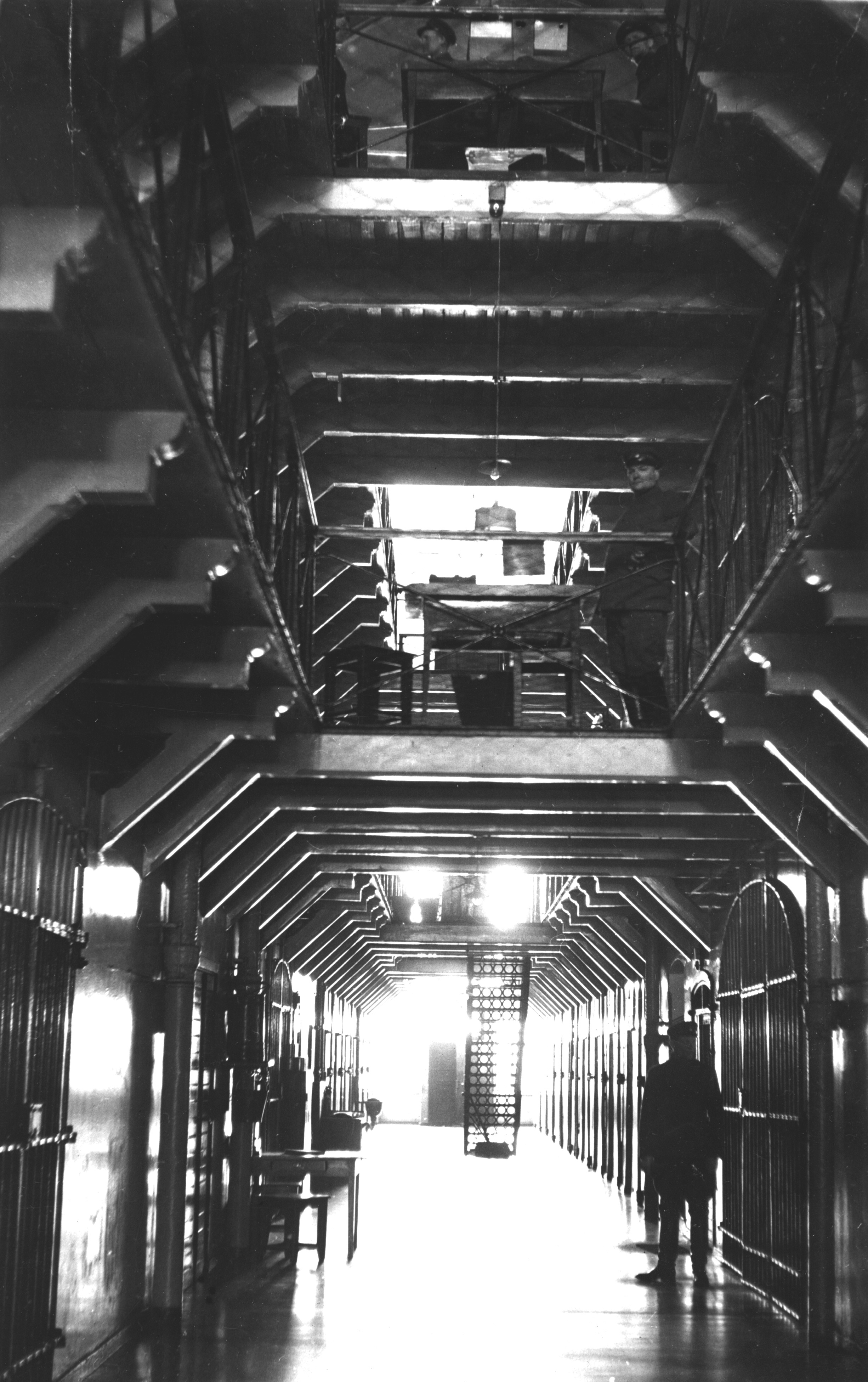
Věznice okresu Helsinki, asi 1940
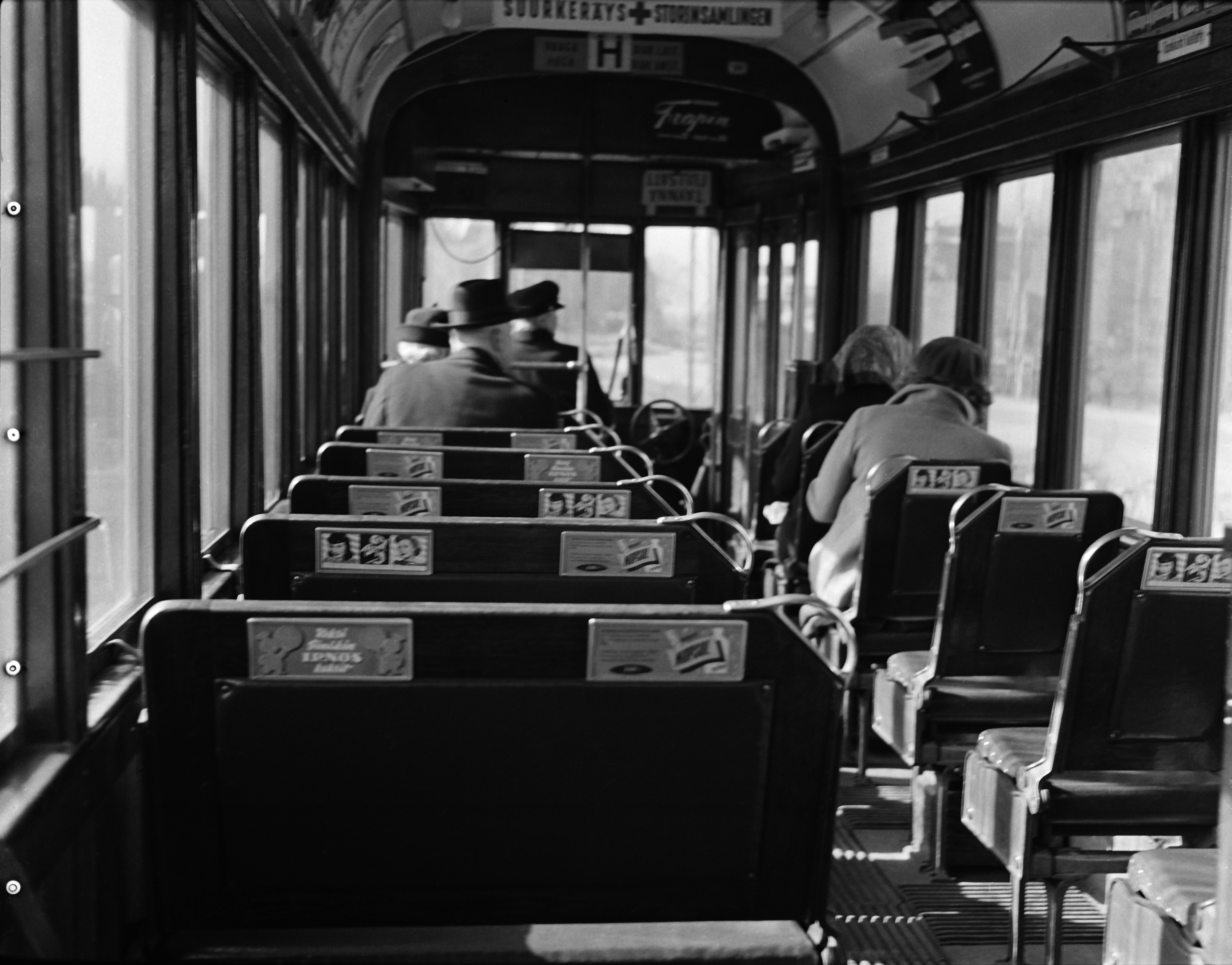
Tramvaj, 1940-1950
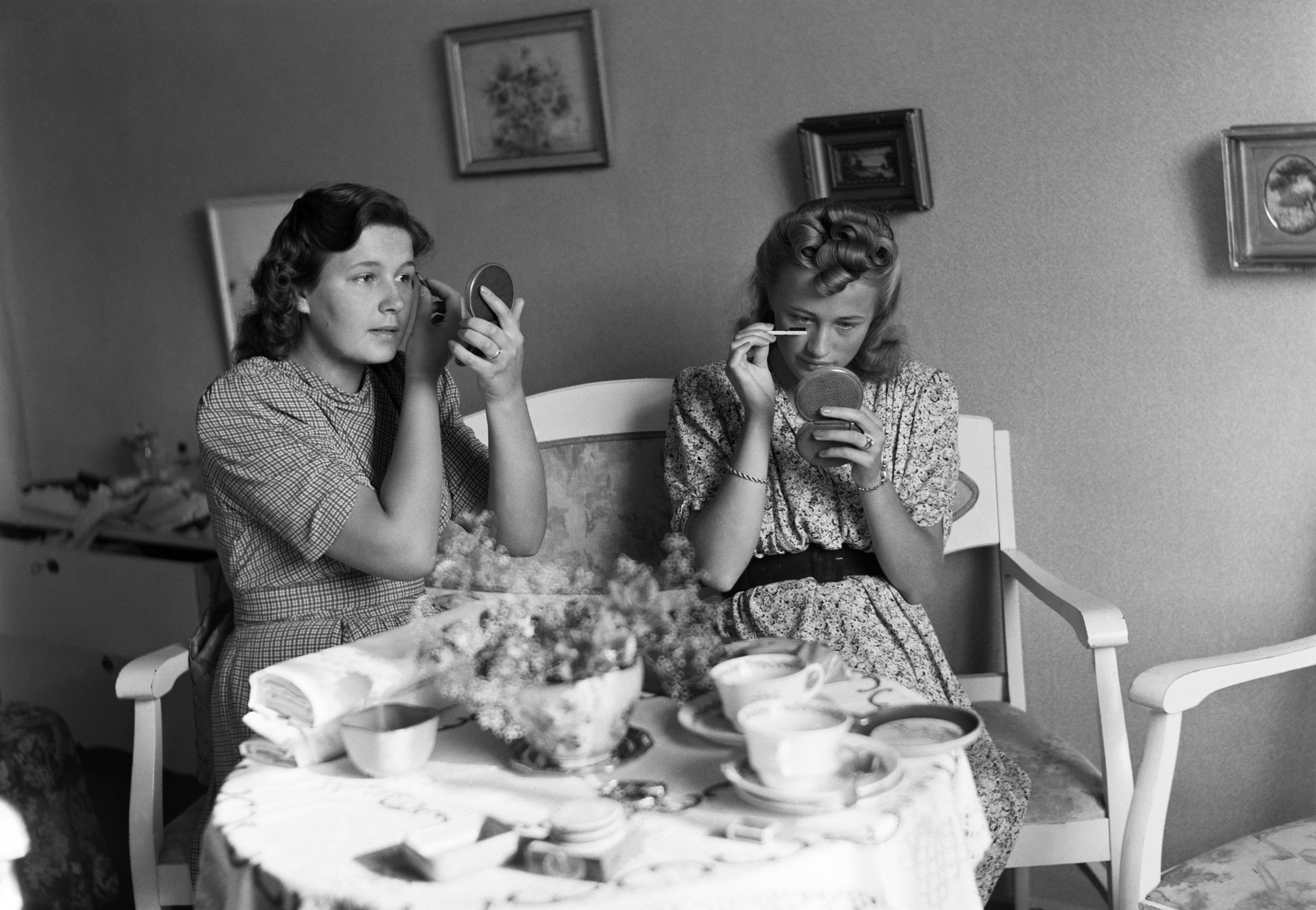
Dvě dívky, Inez Grünberg (vpravo) a Dagmar Hackel, předvádějí Inezin dům v Haagu, 1943
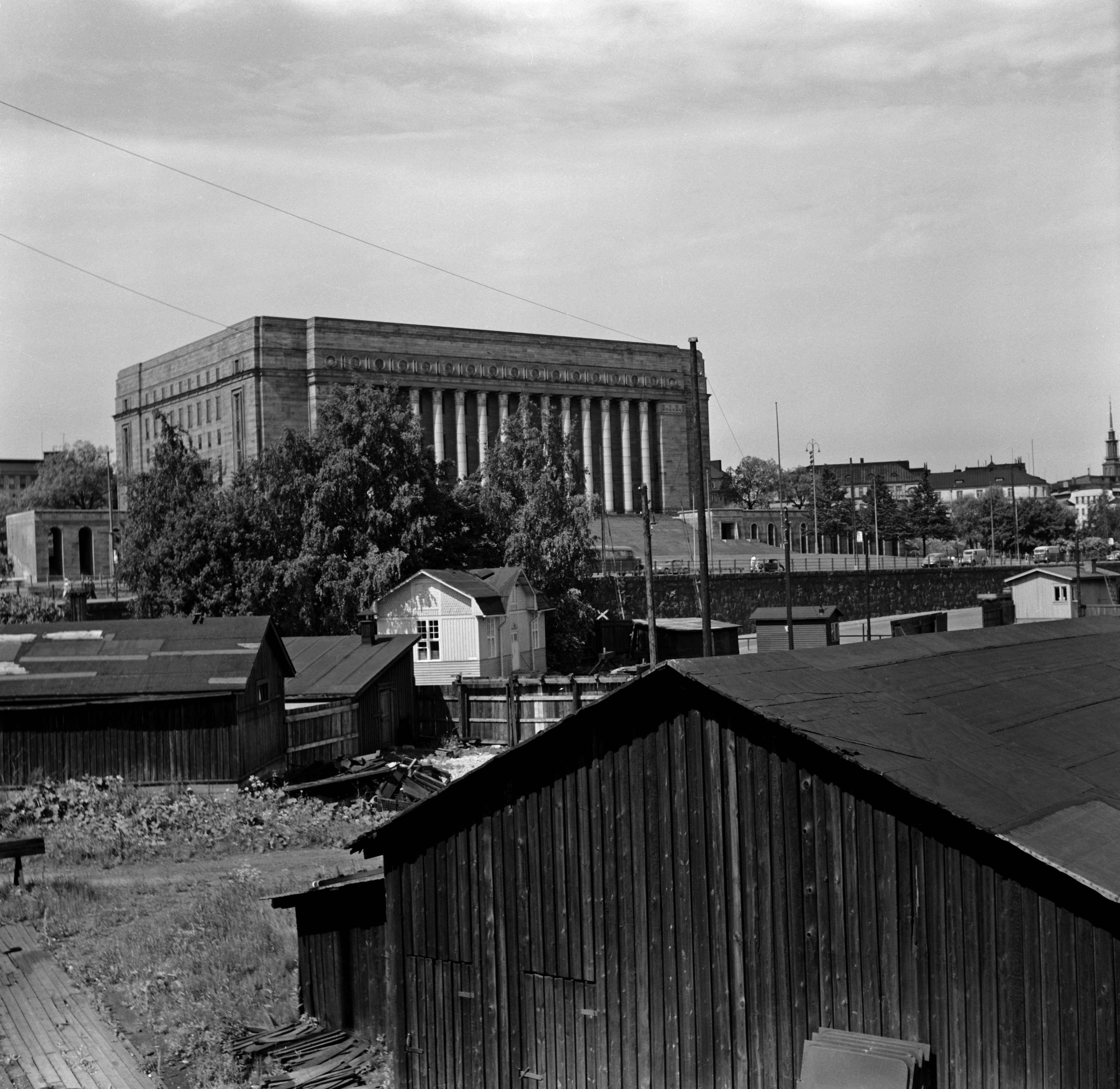
Näkymä Töölön ratapiha-alueelta kohti Eduskuntataloa, 1950.
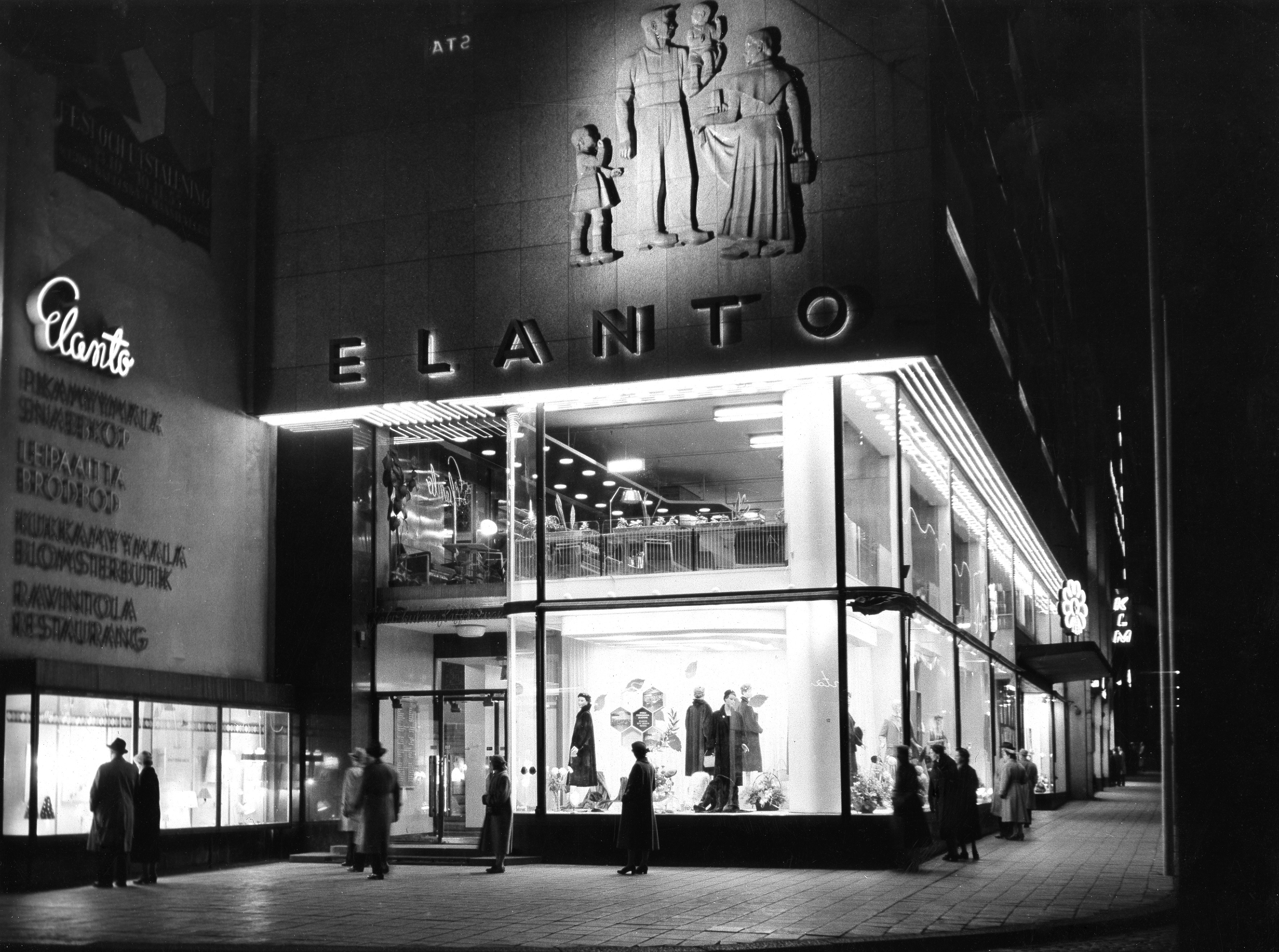
Elannon tavaratalon näyteikkuna, 1955
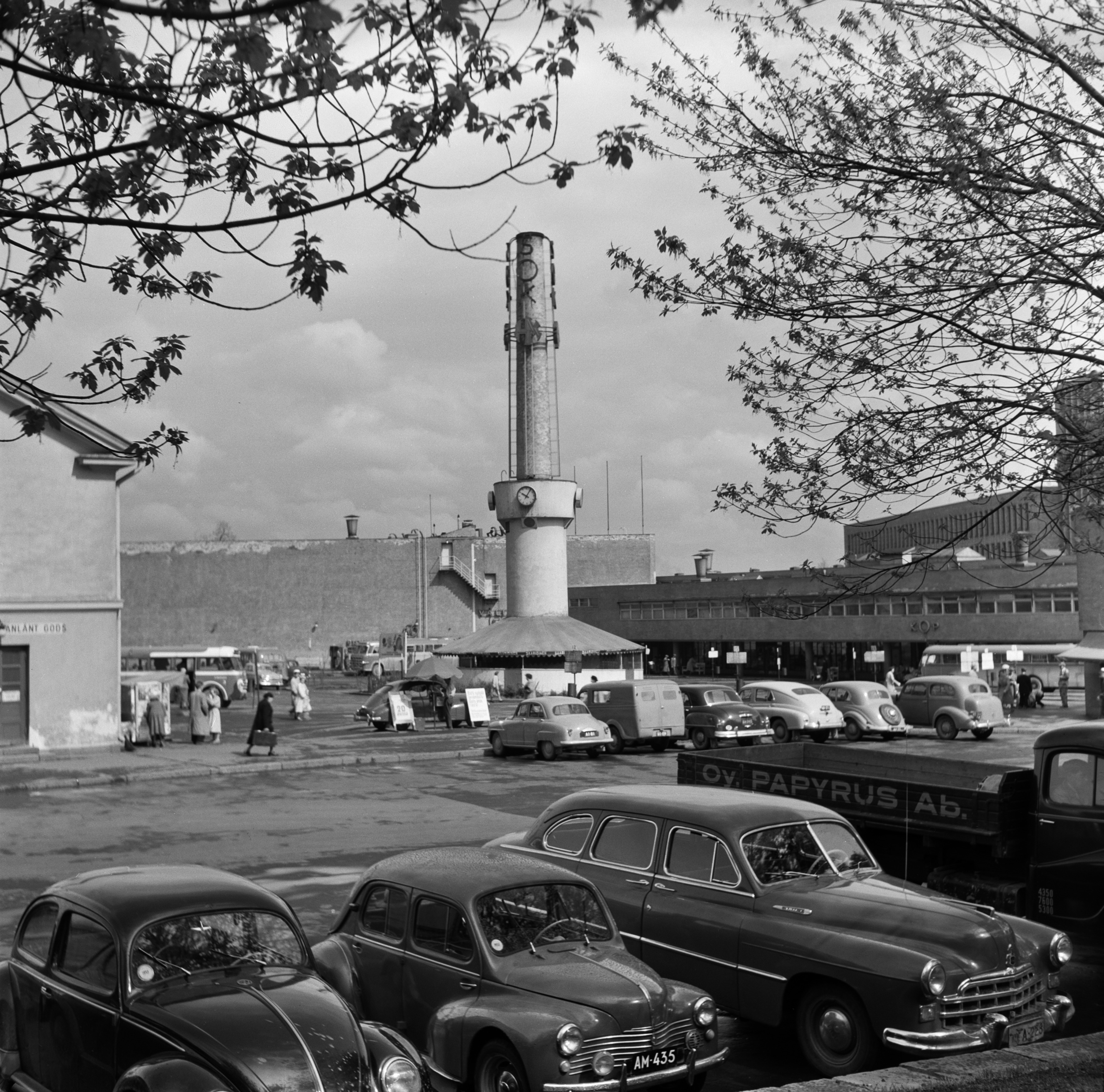
Helsingin linja-autoasema noin, 1960
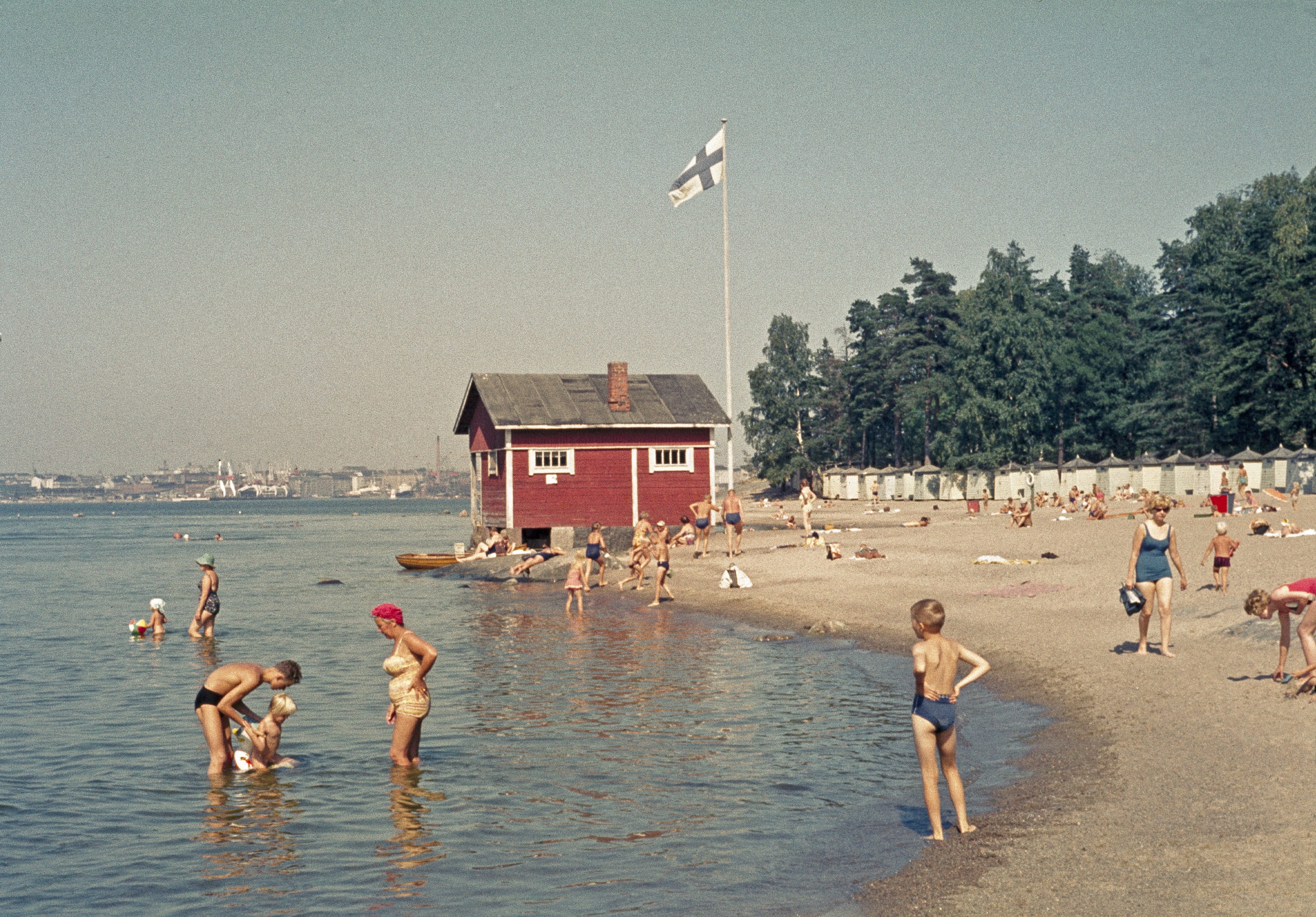
Pihlajasaaren  uimaranta, 1963
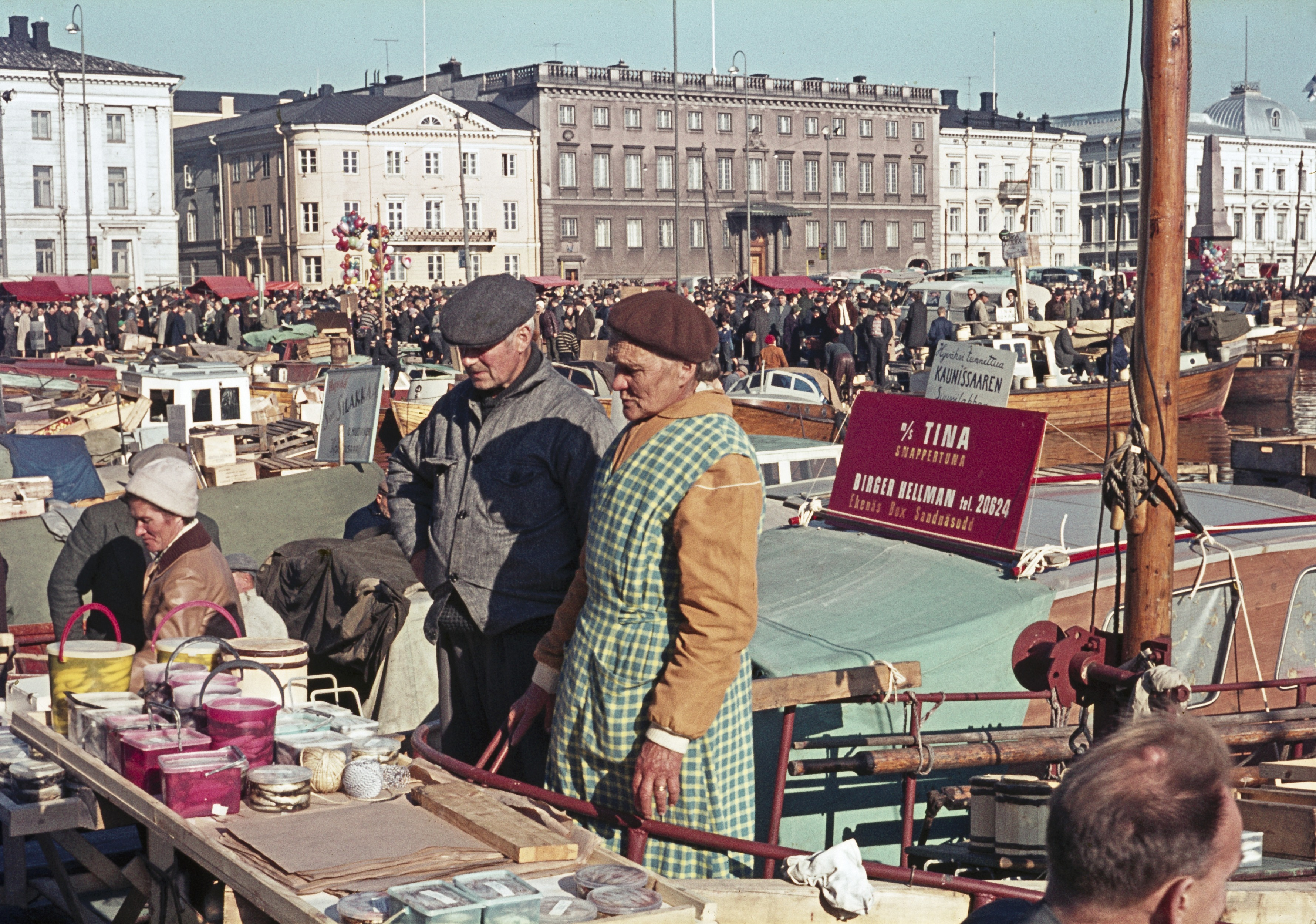
Kalamarkkinat Kauppatorilla, 1964
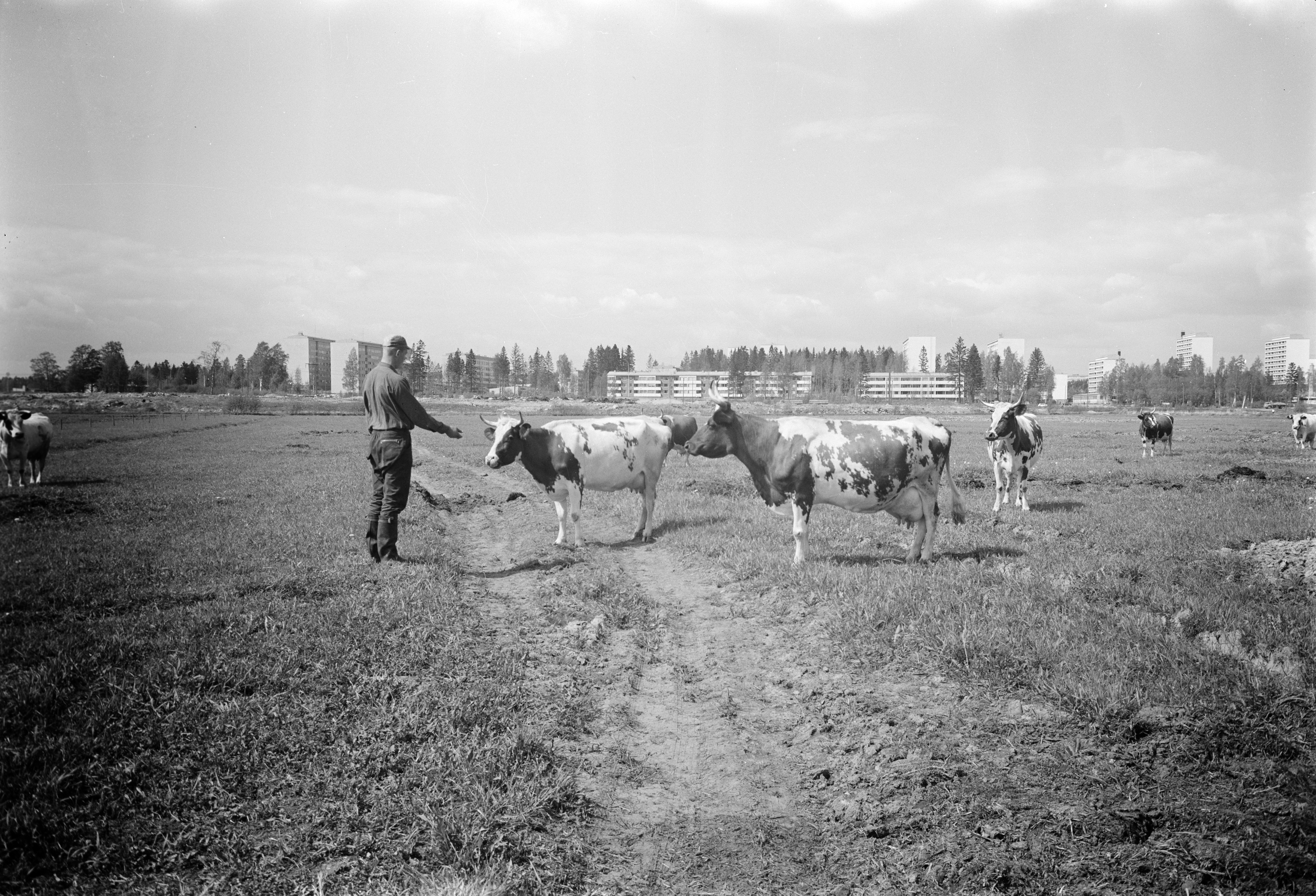
Anders Nymanin tilan lehmiä Marjaniemen pelloilla, taustalla Puotinharjun kerrostaloja Raaseporintien ja Turunlinnantien varrella, 1966
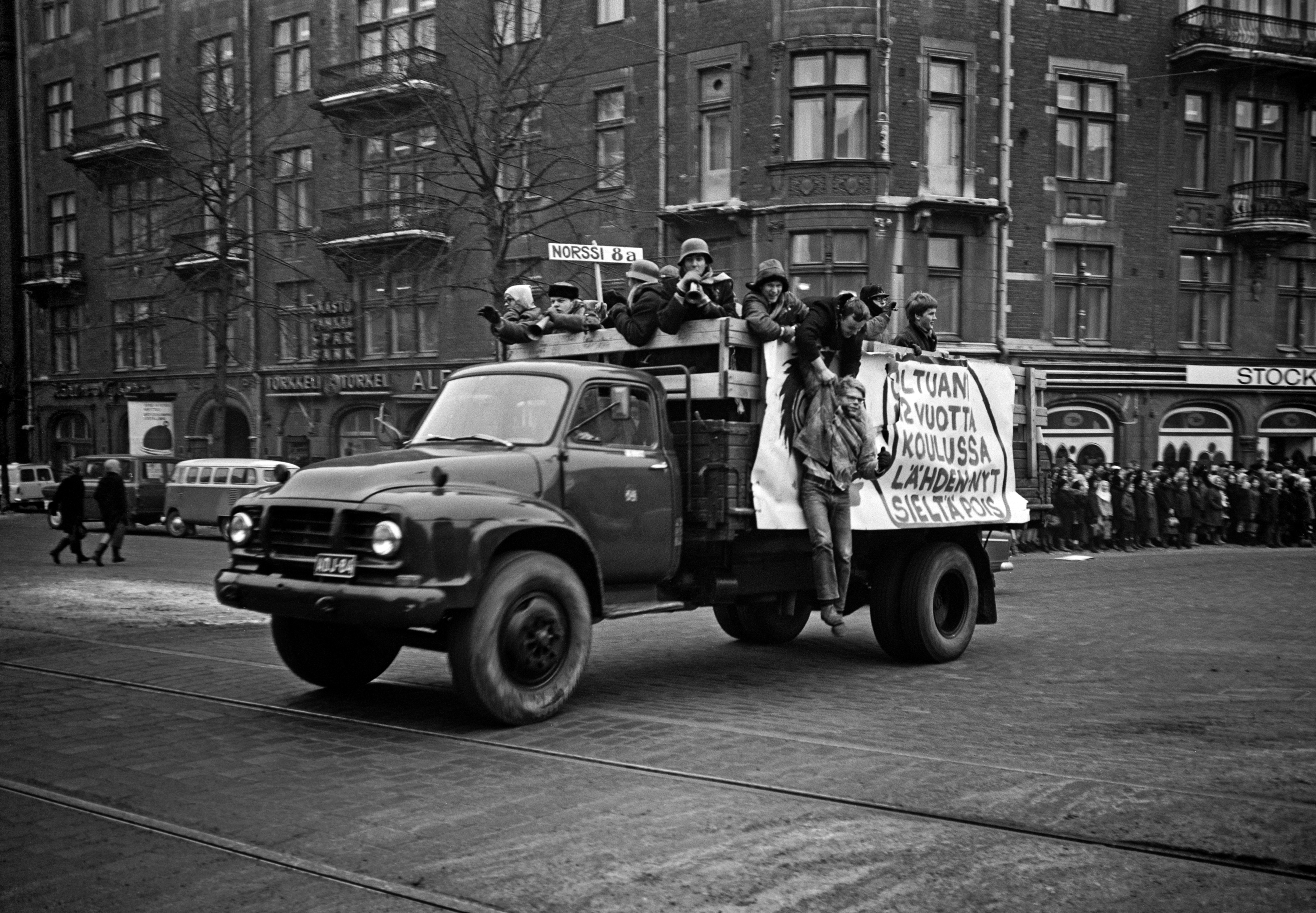
Penkinpainajaisajot Pohjoisesplanadin ja Mannerheimintien kulmassa 1967
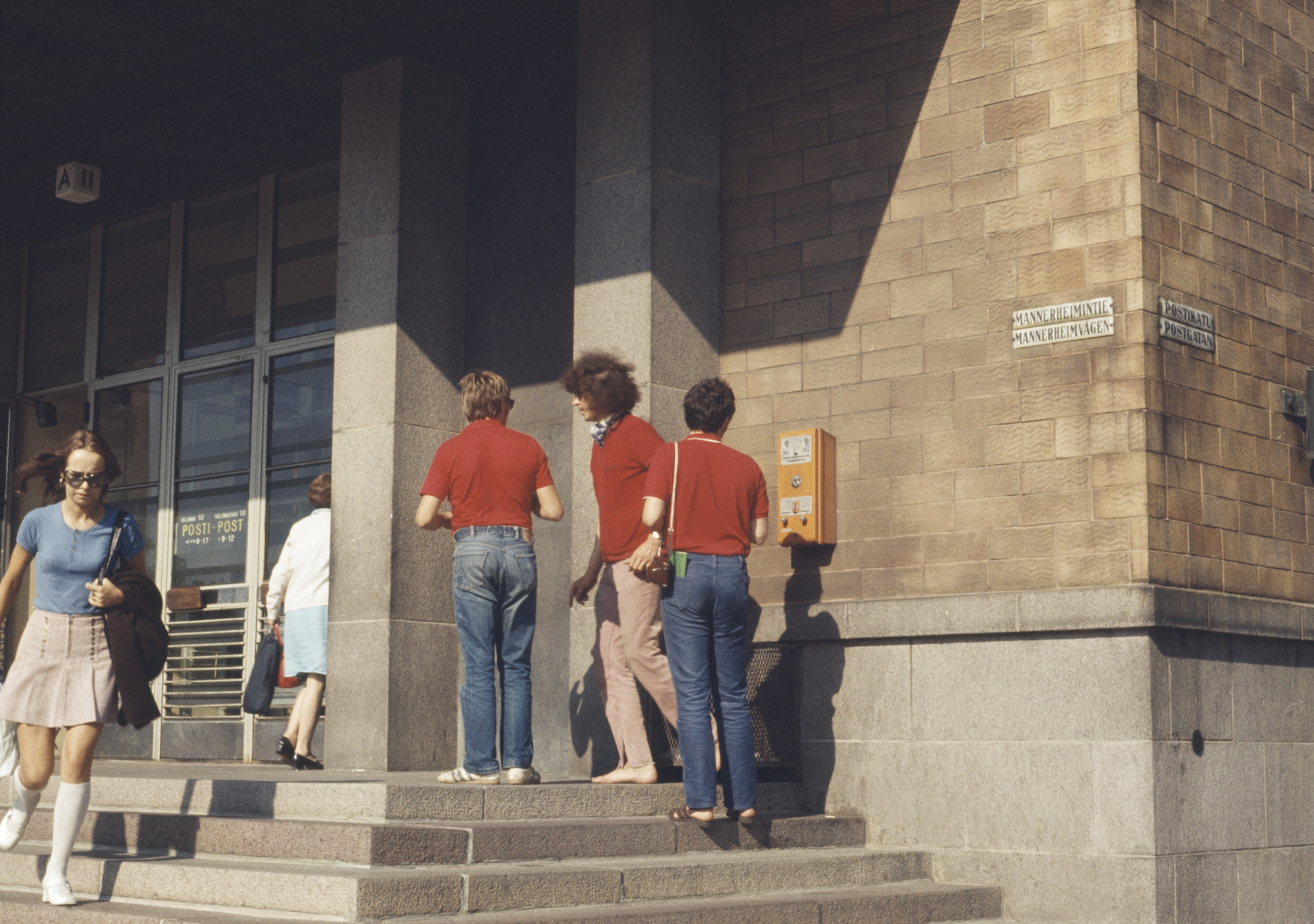
Turisteja Postitalon portailla, 1971

## Portréty Constantina Grünberga

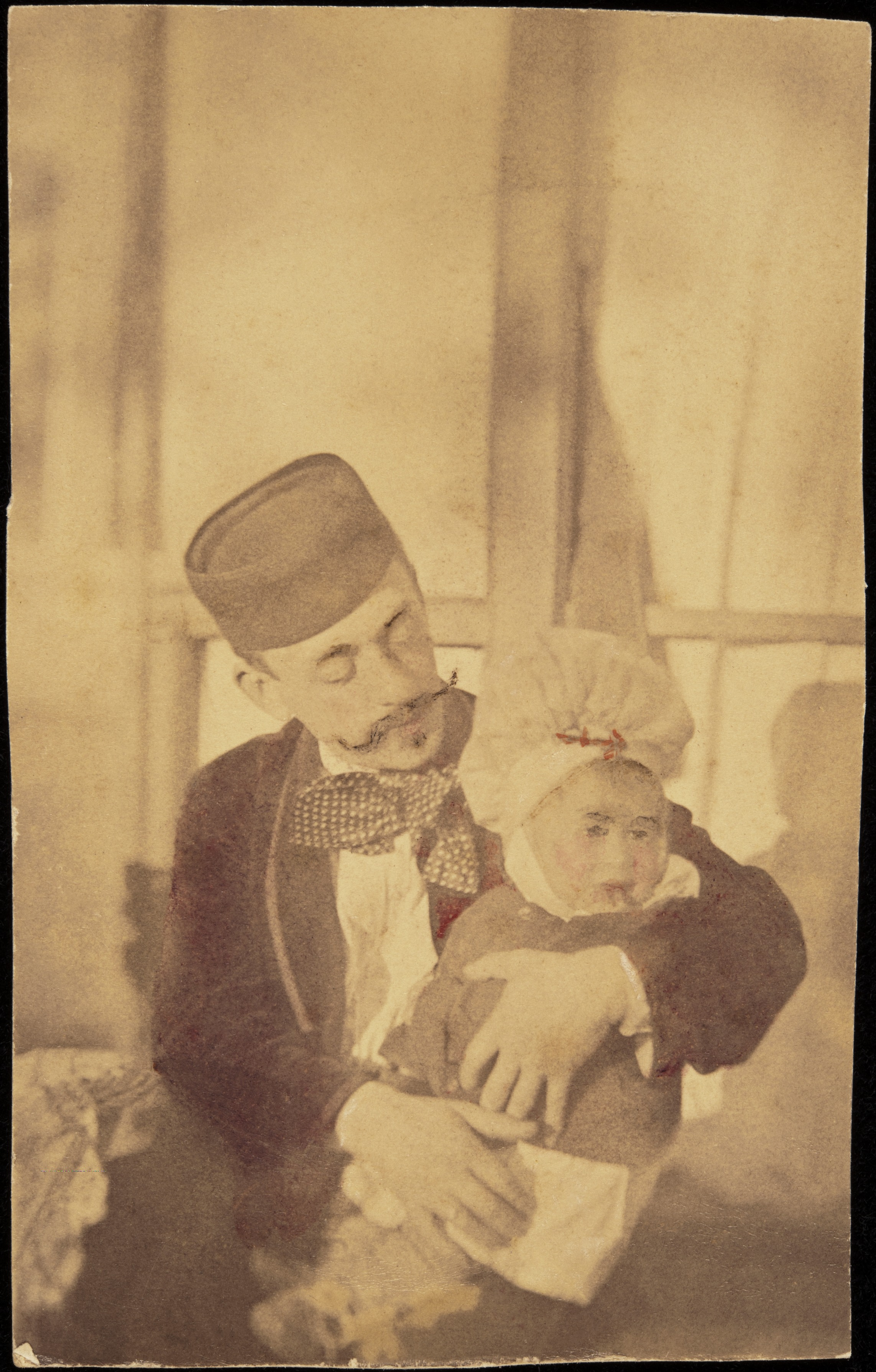
Constantin Grünberg isänsä, Constantin Grünberg vanhemman, sylissä noin, 1892
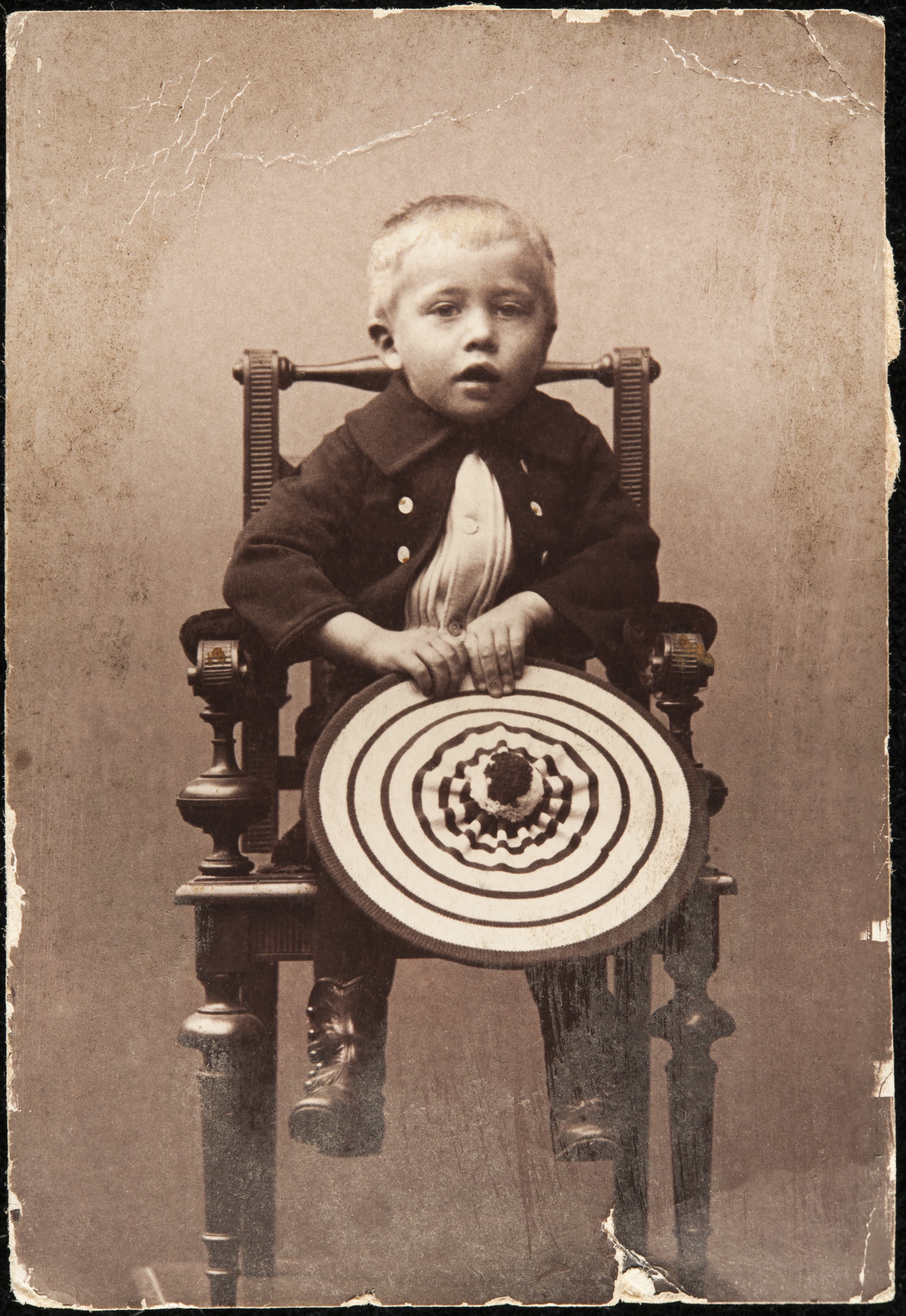
Constantin Grünberg, 1895
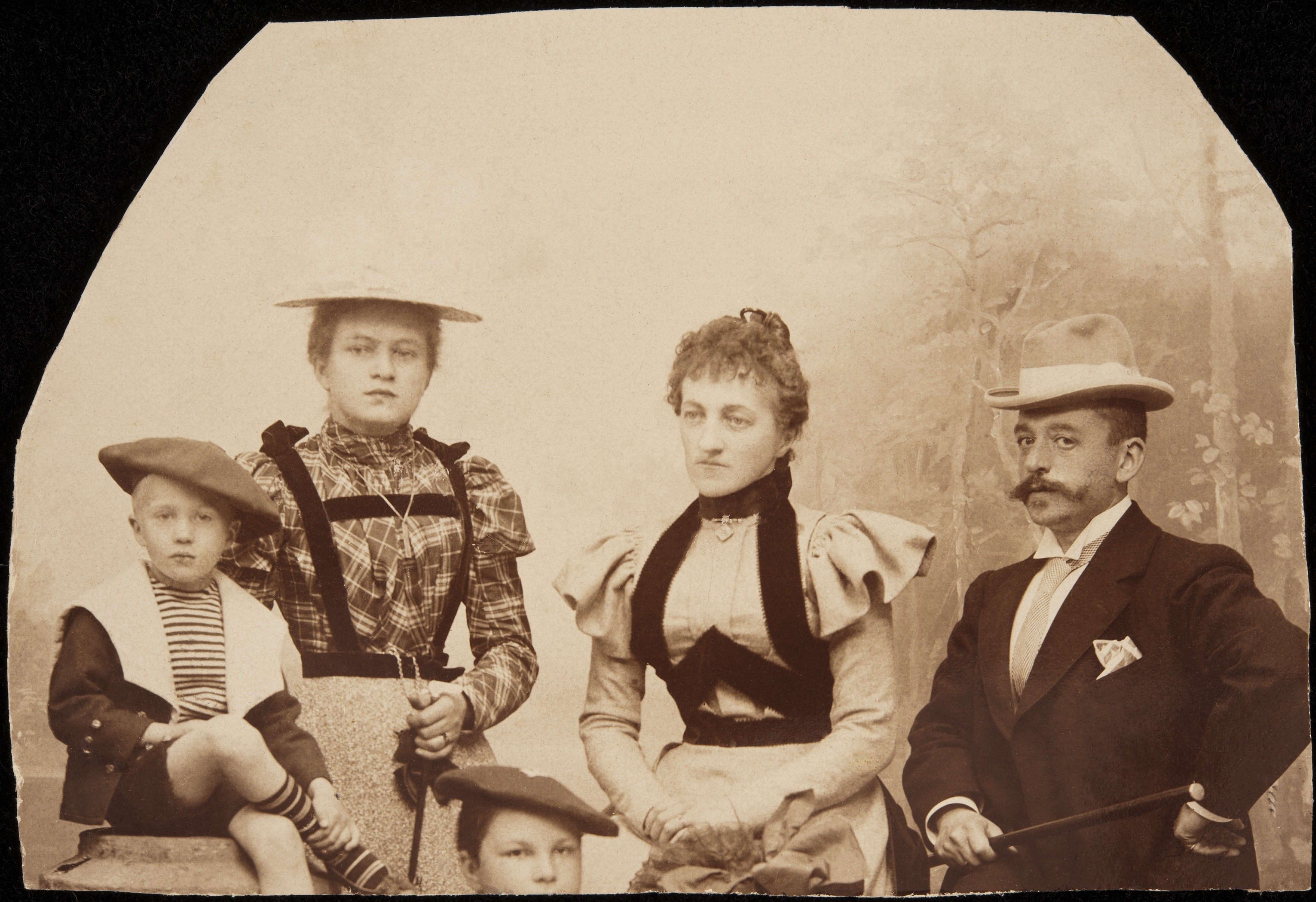
Constantin Grünberg 6-vuotiaana vanhempiensa Constantin Grünbergin ja Eugenie Grünbergin sekä lastenhoitajansa, mahdollisesti neiti Elfrida Saerensin kanssa ryhmäkuvassa noin, 1897
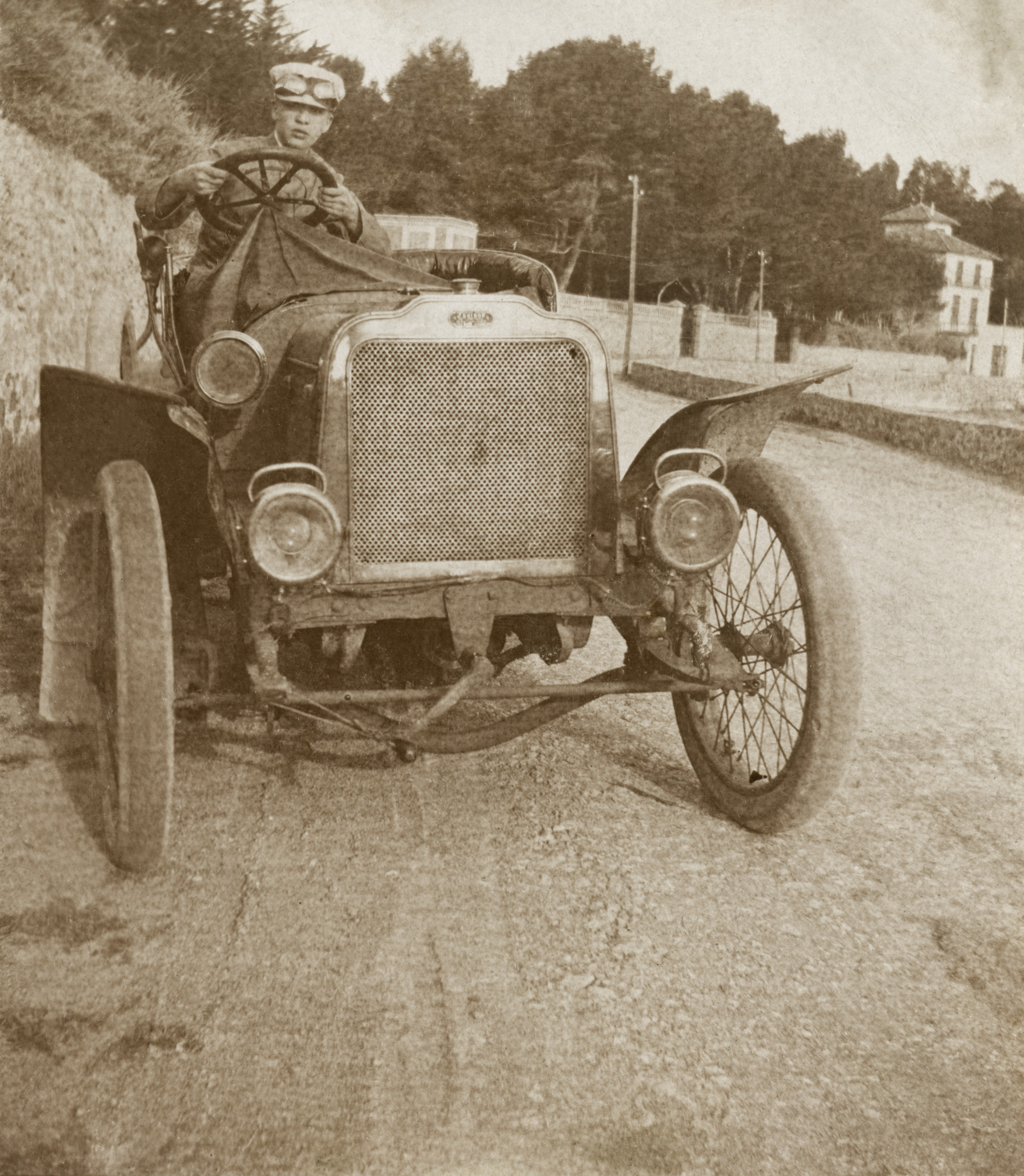
Constantin Grünberg osallistumassa autokilpailuun Anibes'ssa, 1905
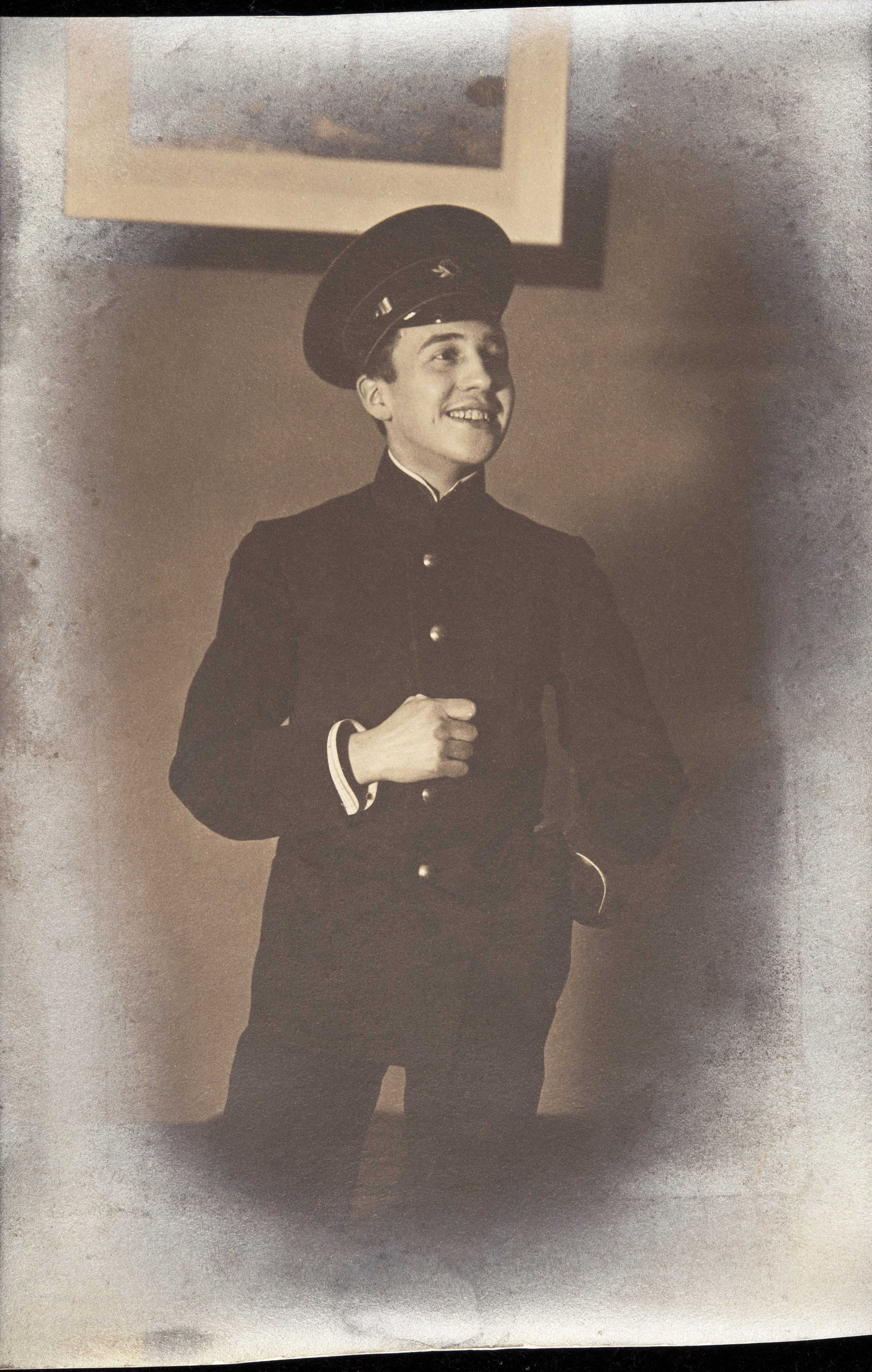
Constatin Grünberg noin 18-vuotiaana.
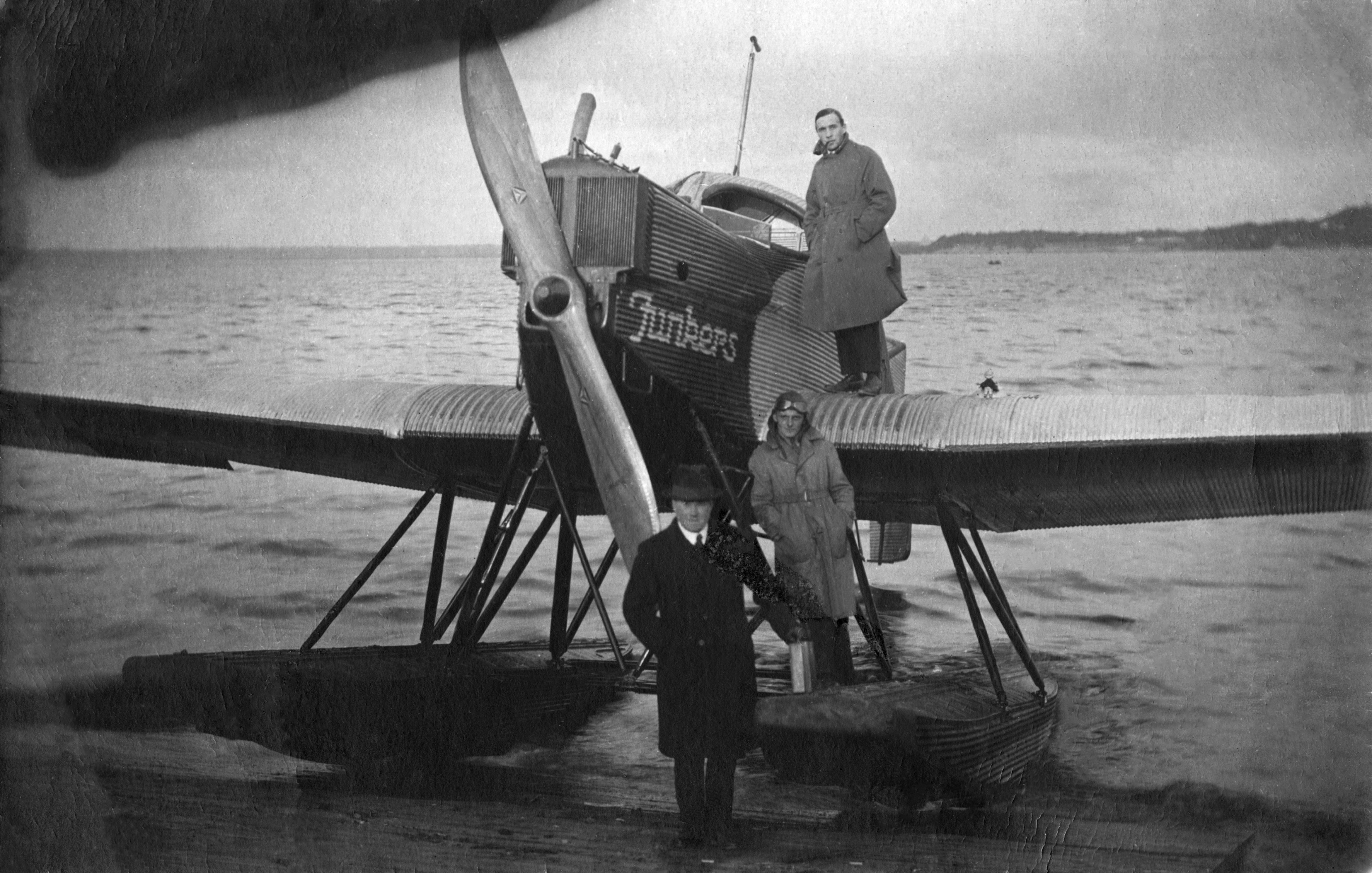
Valokuvaaja Constantin Grünberg seisoo lentokoneen siiven päällä Katajanokan rannassa matkalla Tallinnaan, 1923
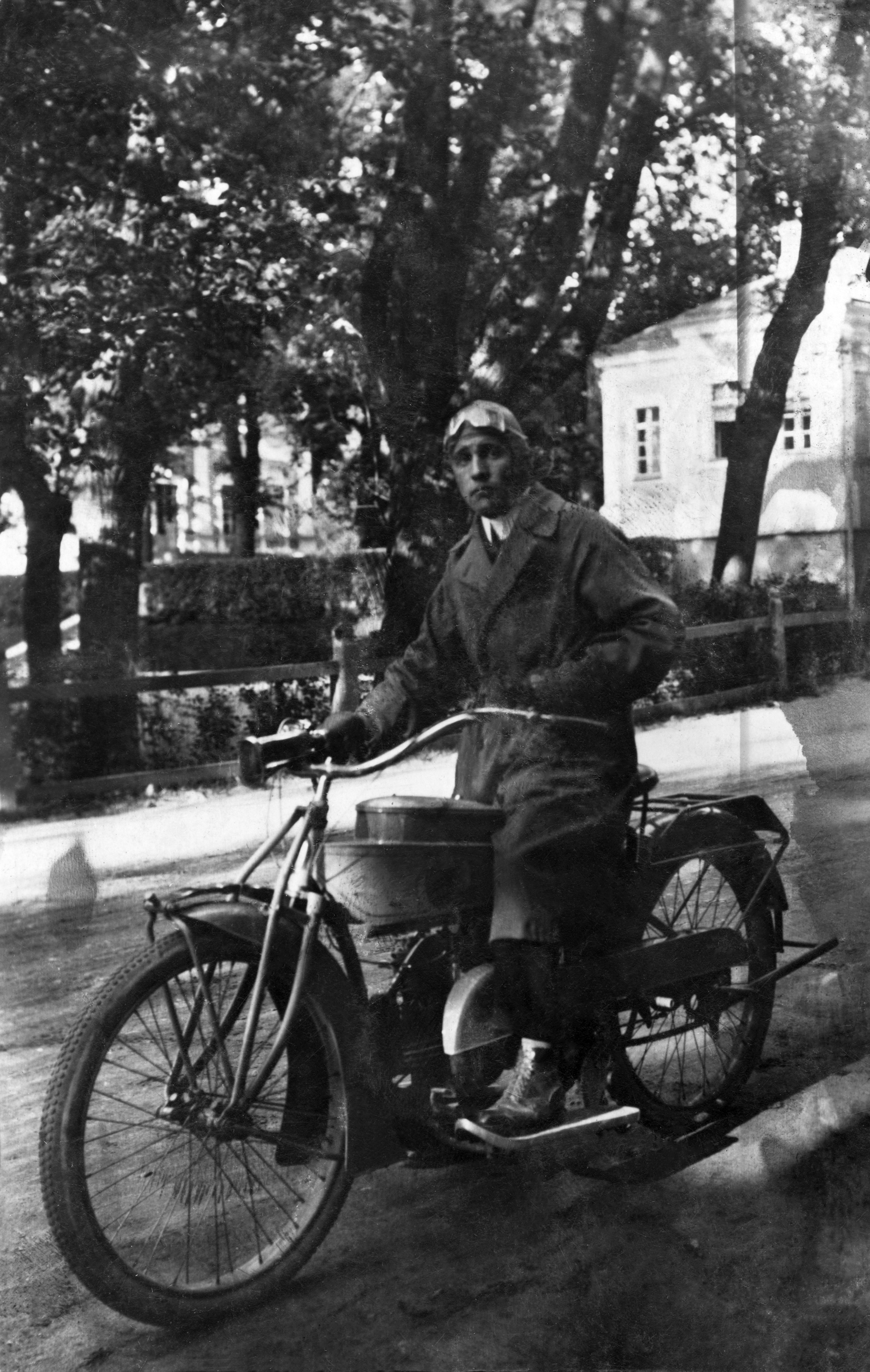
Constantin Grünberg moottoripyöräilemässä mahdollisesti Tallinnassa, 1923
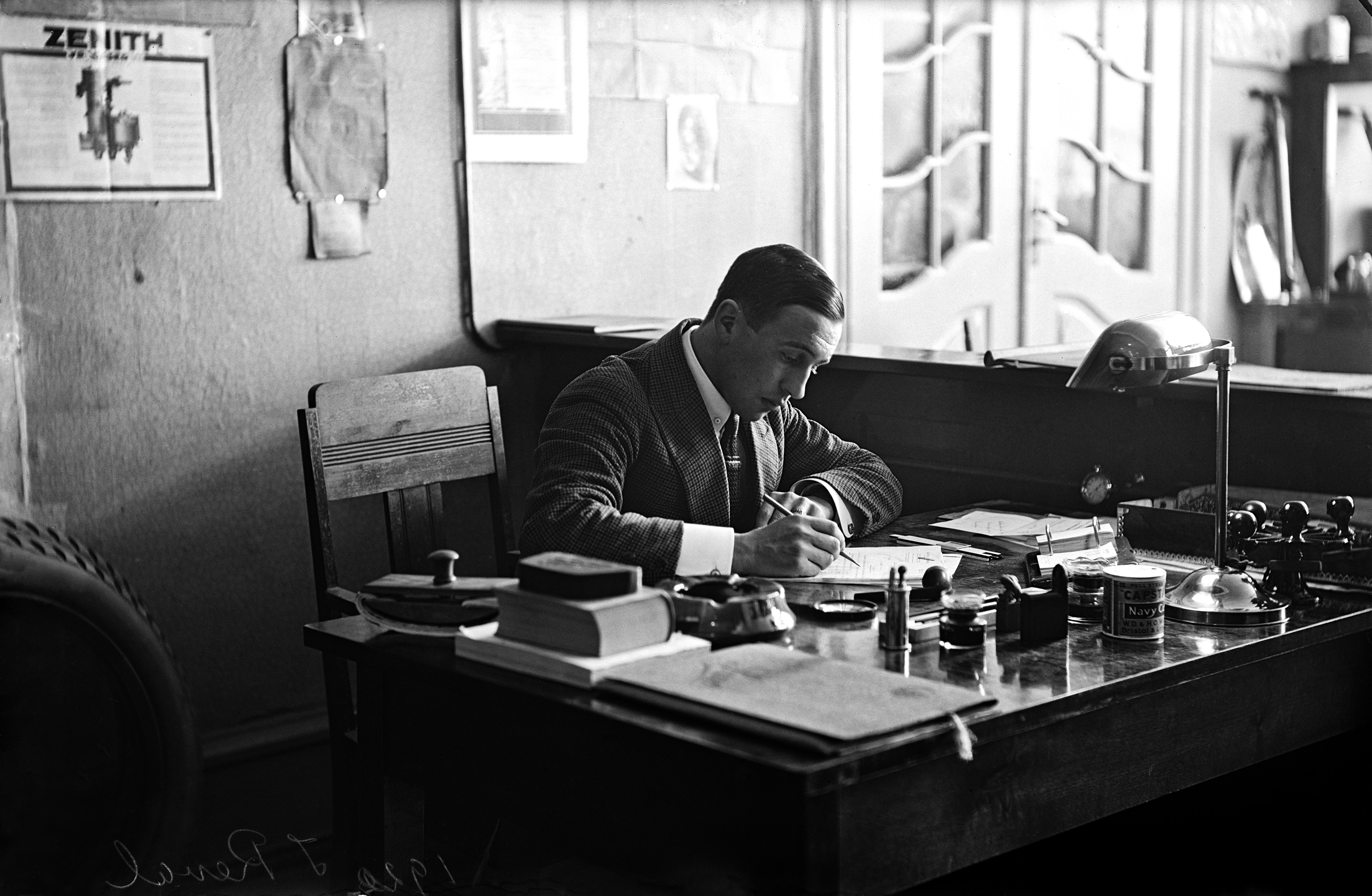
Constantin Grünberg työhuoneessaan Tallinnassa Hans Kochin yrityksessä 1920-luvun alkupuolella
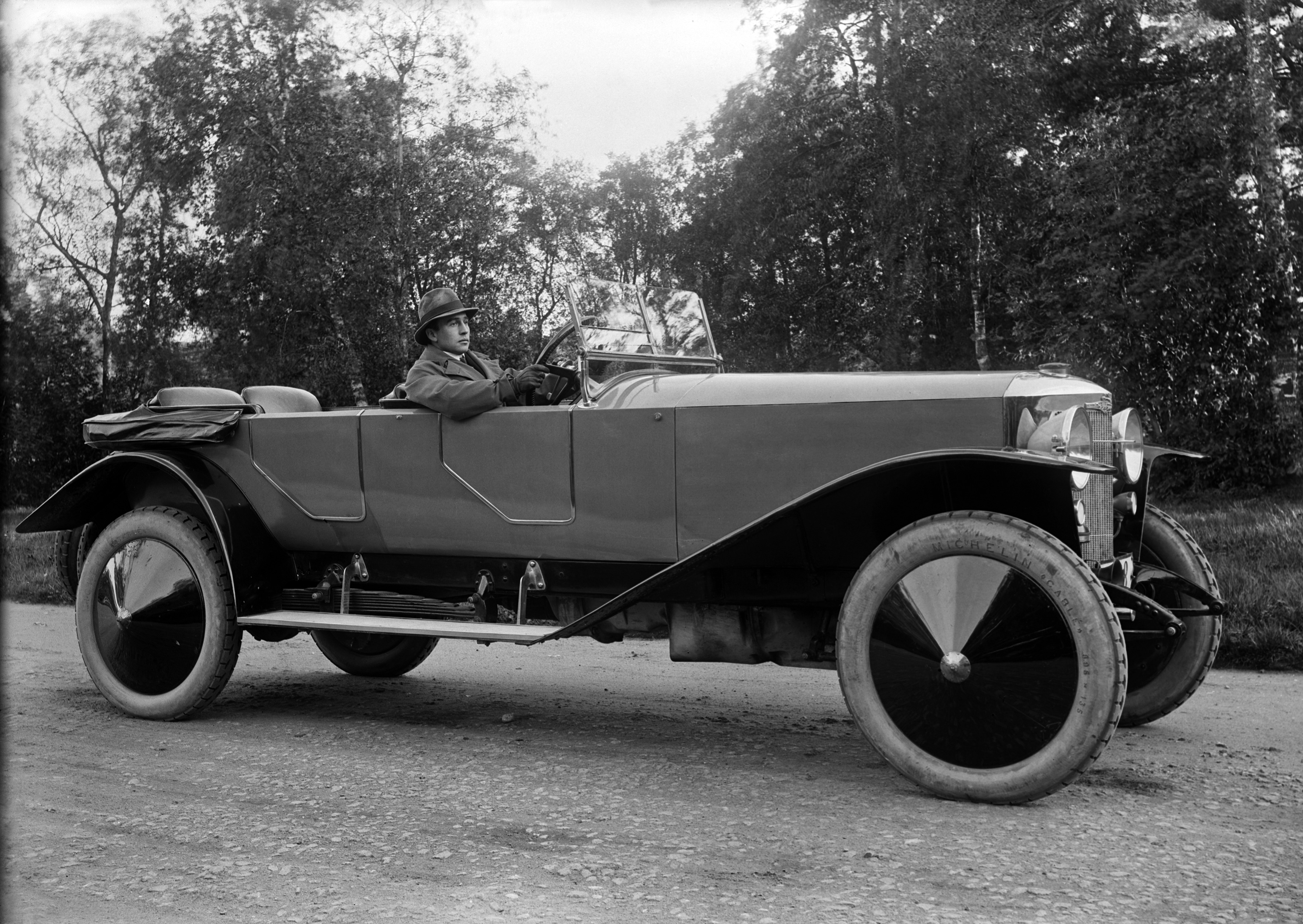
Constantin Grünberg Austro Daimlerin ratissa, 1923
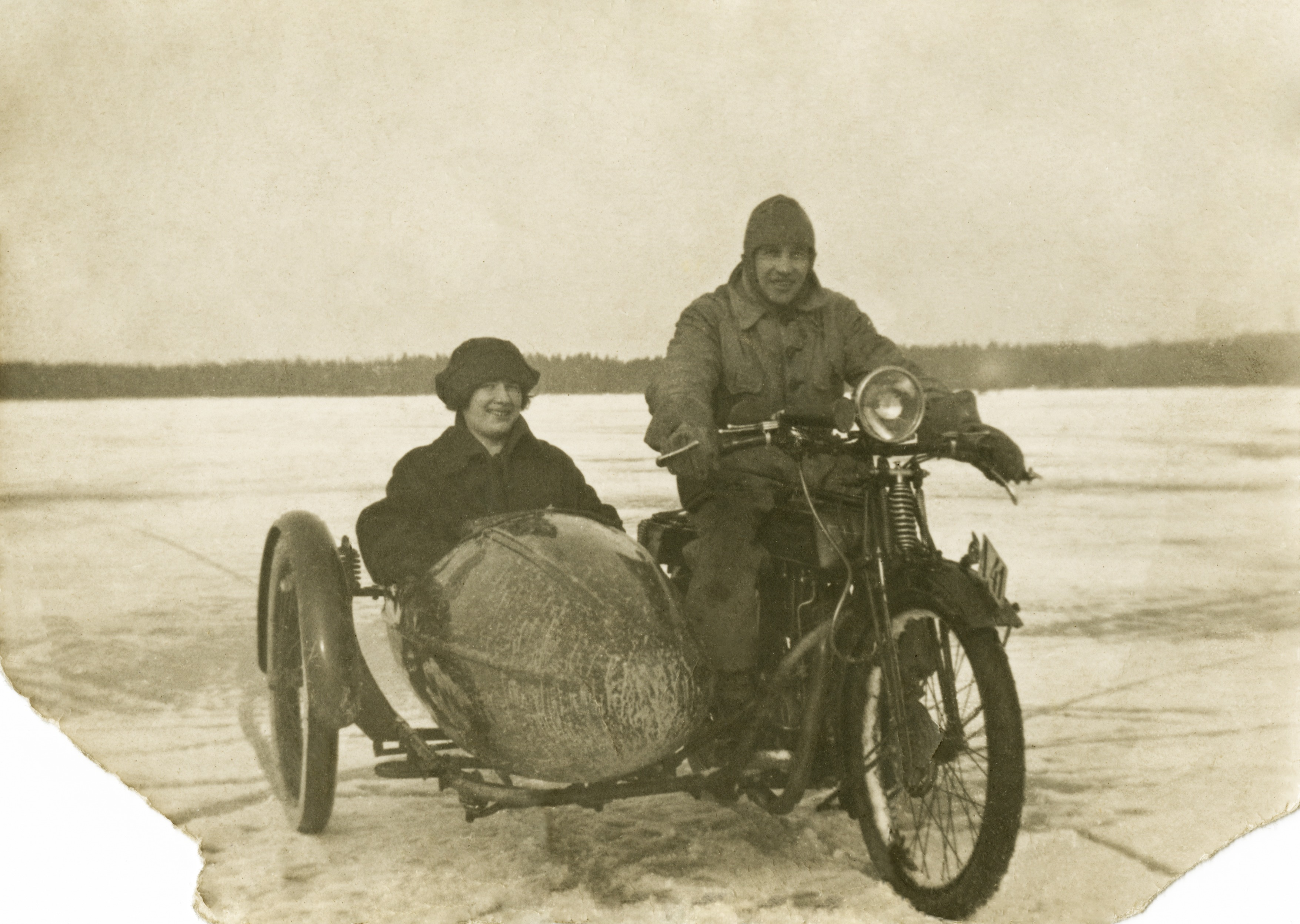
Valokuvaaja Constantin Grünberg ja hänen vaimonsa Renate moottoripyöräilemässä, 1924
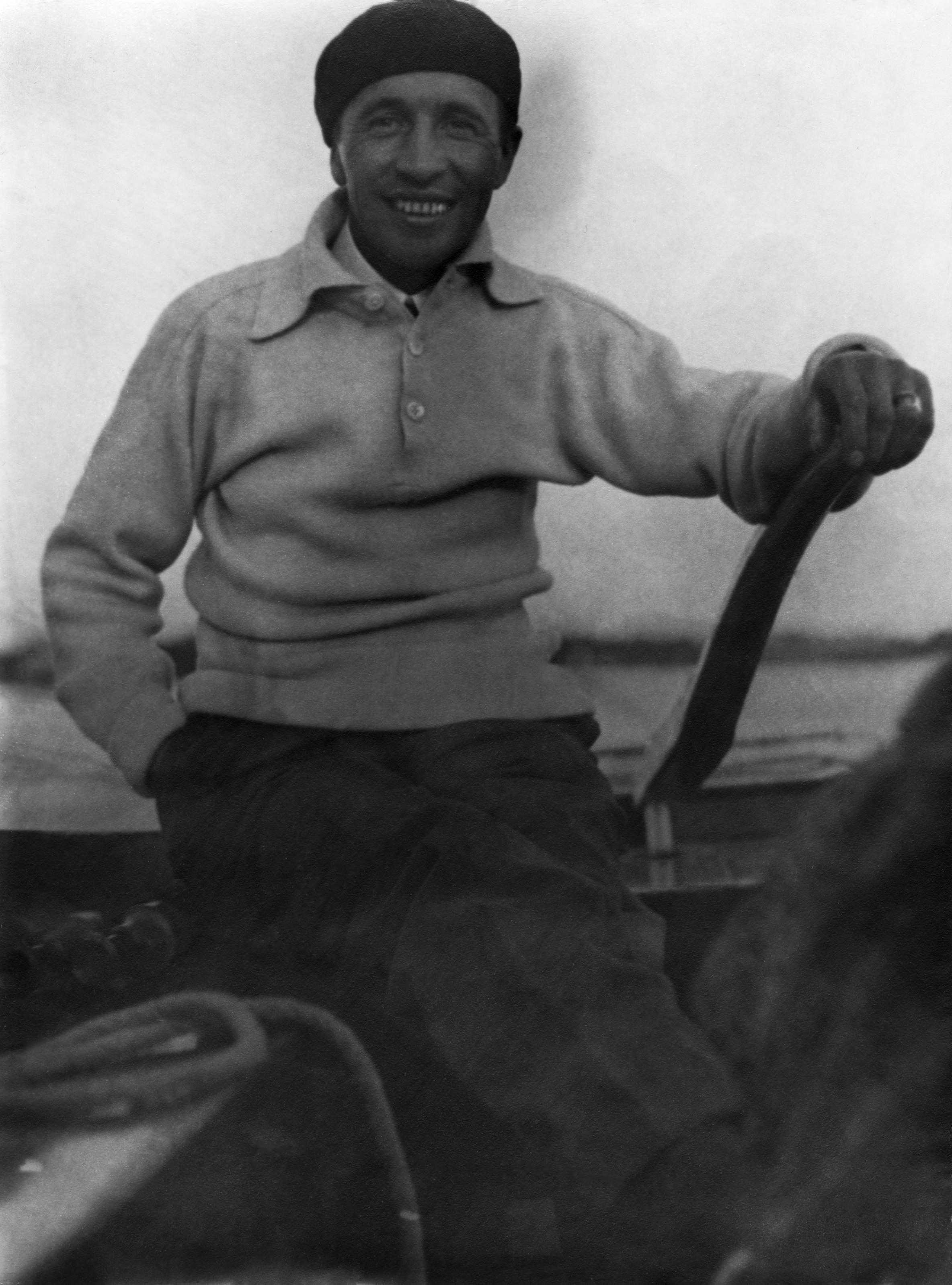
Constantin Grünberg purjehtimassa 1930-1940
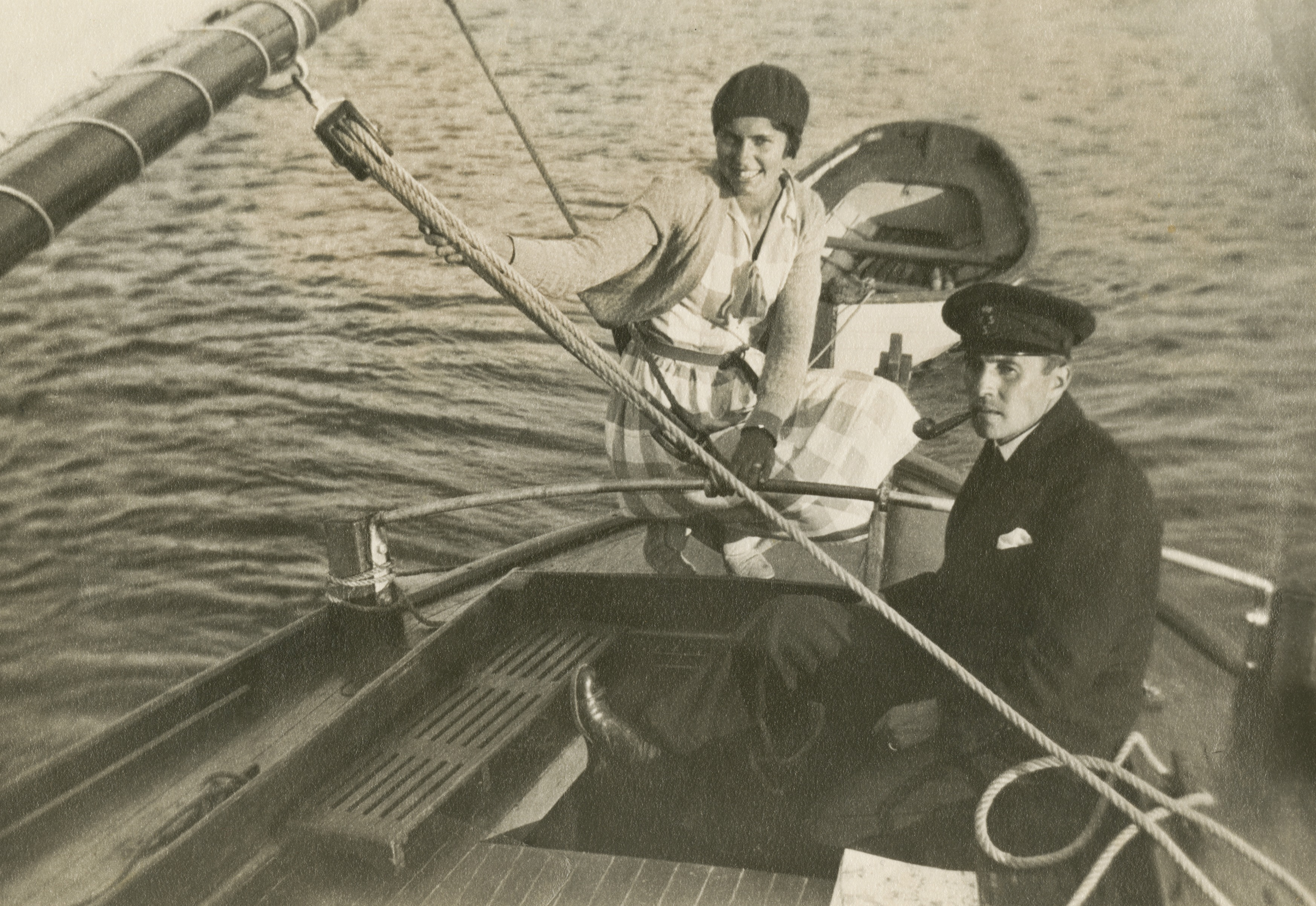
Constantin Grünberg purjehtimassa tyttärensä kanssa, 1930-1940
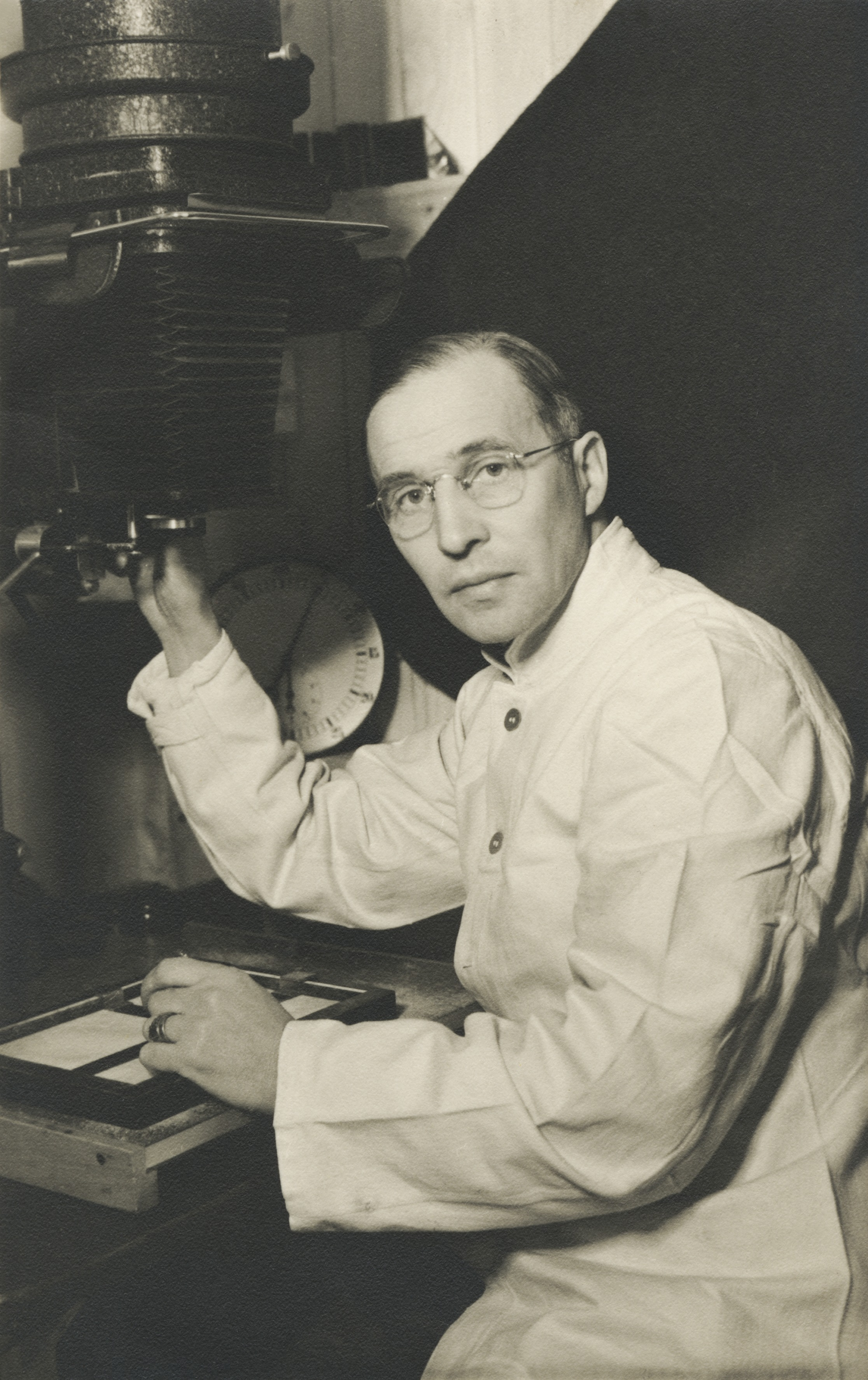
Constantin Grünberg ve své fotografické laboratoři u zvětšovacího přístroje, 1940–1950
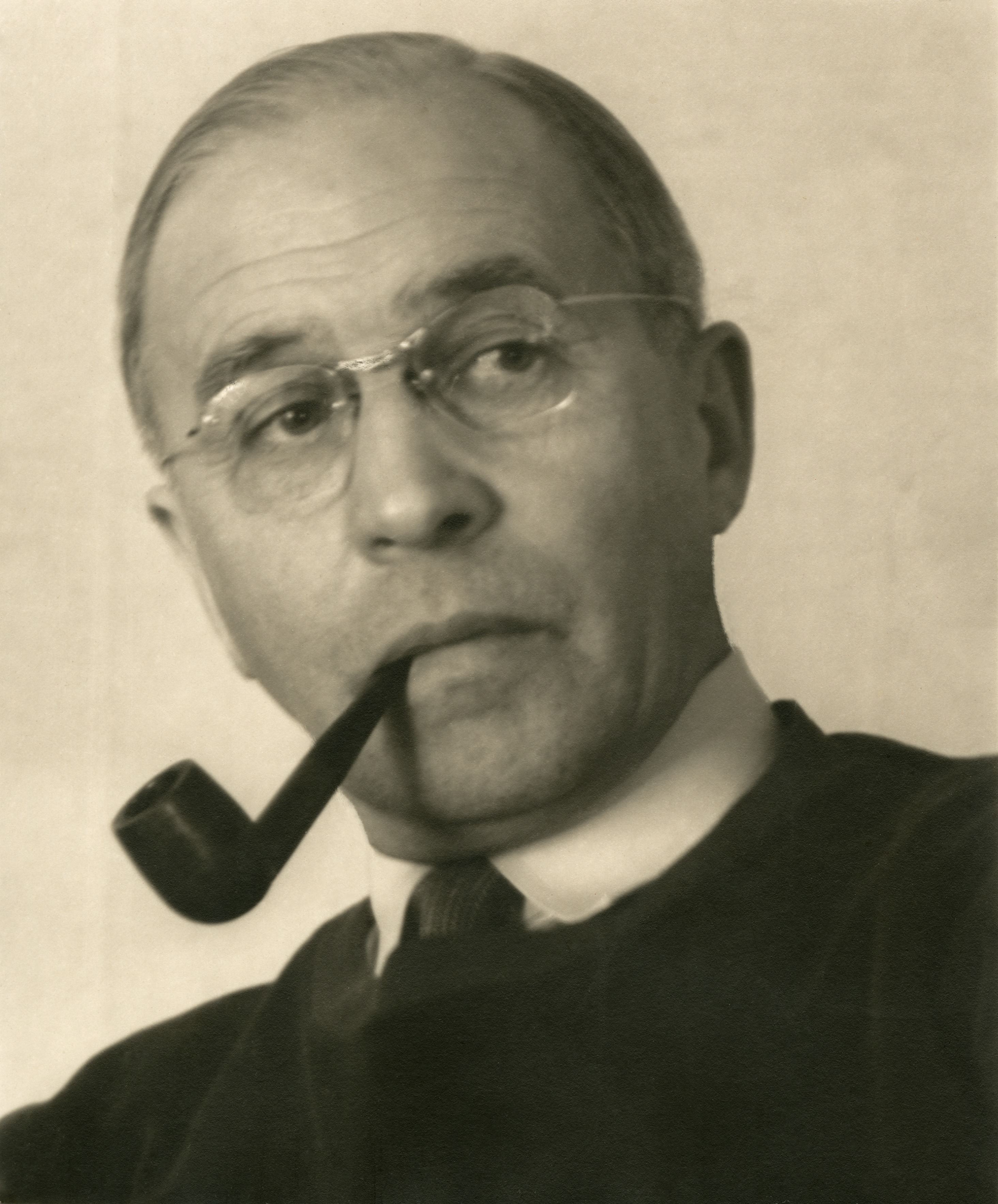
Constantin Grünberg 1950-1960
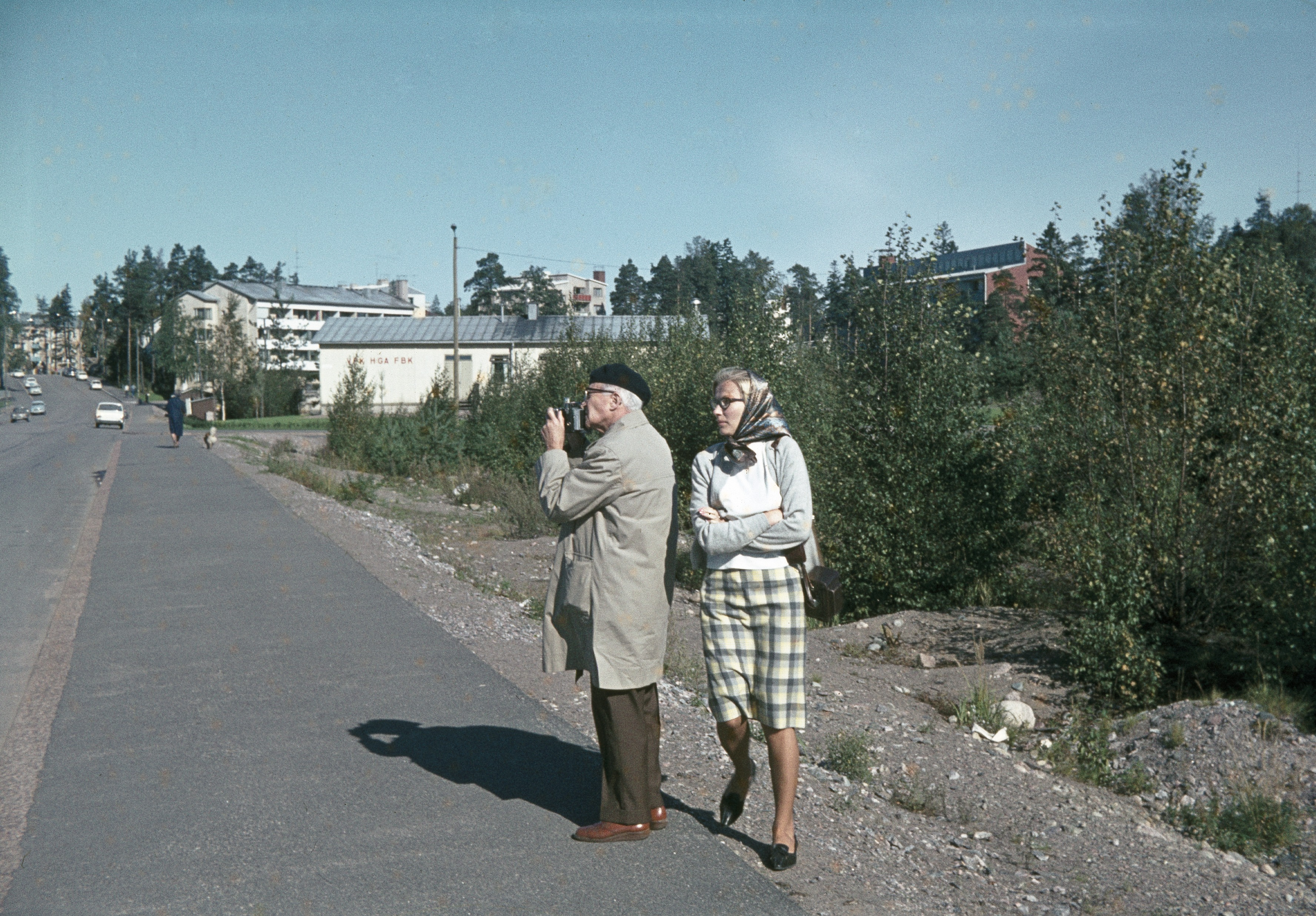
Valokuvaaja Constantin Grünberg ja Raija Järvelä kuvaamassa Haagassa, Isonnevantiellä 1970-1980